# フリードリヒ・ヴァイスマン
フリードリヒ・ヴァイスマン（Friedrich Waismann、1896年3月21日 - 1959年11月4日)は、オーストリアの数学者、物理学者、哲学者。ウィーン学団、論理実証主義の理論家として知られる。

## 生涯

### 生い立ち
ヴァイスマンはウィーンに生まれ、ウィーン大学で数学と物理学の教育を受けた。1922年に、彼はウィーン学団の創立者であるモーリッツ・シュリックの指導の下で哲学を学び始めた。ヴァイスマンは1938年にイギリスに移住した。彼は1937年から1939年までケンブリッジ大学で科学哲学を専攻し、1939年から死ぬまでオックスフォード大学で数学の哲学の講義を行った。

### ヴィトゲンシュタインとの関係
1927年から1936年まで逐次的に、ヴァイスマンは数学の哲学や言語哲学の話題に関してルートヴィヒ・ヴィトゲンシュタインとの広範囲にわたる対話を行った。それらの対話は、ヴァイスマンによって記録されているのだが、『ルートヴィヒ・ヴィトゲンシュタインとウィーン学団』(1979, ed. B.F. McGuinness)として出版された。ウィーン学団の(シュリック、ルドルフ・カルナップ、ハーバート・ファイグルを含む)他のメンバーもヴィトゲンシュタインとの対談を行っているが、ヴァイスマンほどの量ではなかった。
1934年のある時点で、ヴィトゲンシュタインとヴァイスマンは共著を出す計画をしていたが、二人の哲学的立場の違いが明確になるとこの案は流れた。
ヴァイスマンは後にヴィトゲンシュタインを蒙昧主義だとして謗ったが、それはヴィトゲンシュタインが論理実証主義と経験に基づいた説明の計画を裏切ったとヴァイスマンが見なしたものによる。最終的にその計画の文書はヴァイスマンが筆記したのみに終わり、ゴードン・ベイカーによって2003年に出版された。

## 思想

### 言語哲学と論理実証主義
『数学的思考の手引き:近代数学の概念の構造』(1936年)で、ヴァイスマンは、数学的真理は必然的に(証明できる形で)真なのではなくむしろ規約主義的に真であるにすぎないと主張した。彼の講義録『言語哲学の原理』(1965年)や論文集『哲学をどう見るか』(1968, ed. R. Harré)は彼の死後に出版された。

### 間隙率と証明可能性
ヴァイスマンの開かれた手触りという概念、つまり間隙率は、ハーバート・ハートの著作を通じて法哲学の分野に影響力を持った。